# زارنل هیوز
زارنل هیوز (انگلیسی: Zharnel Hughes؛ زادهٔ ۱۳ ژوئیهٔ ۱۹۹۵) یک دونده اهل بریتانیا است. از افتخارات وی میتوان به کسب مدال طلا دو ۱۰۰ متر در بازی‌های جوانان پان آمریکن ۲۰۱۳ و مدال طلا ۲۰۰ متر در مسابقات قهرمانی دو و میدانی جوانان آمریکای مرکزی و کارائیب ۲۰۱۴ اشاره کرد.